# Luigi Borro

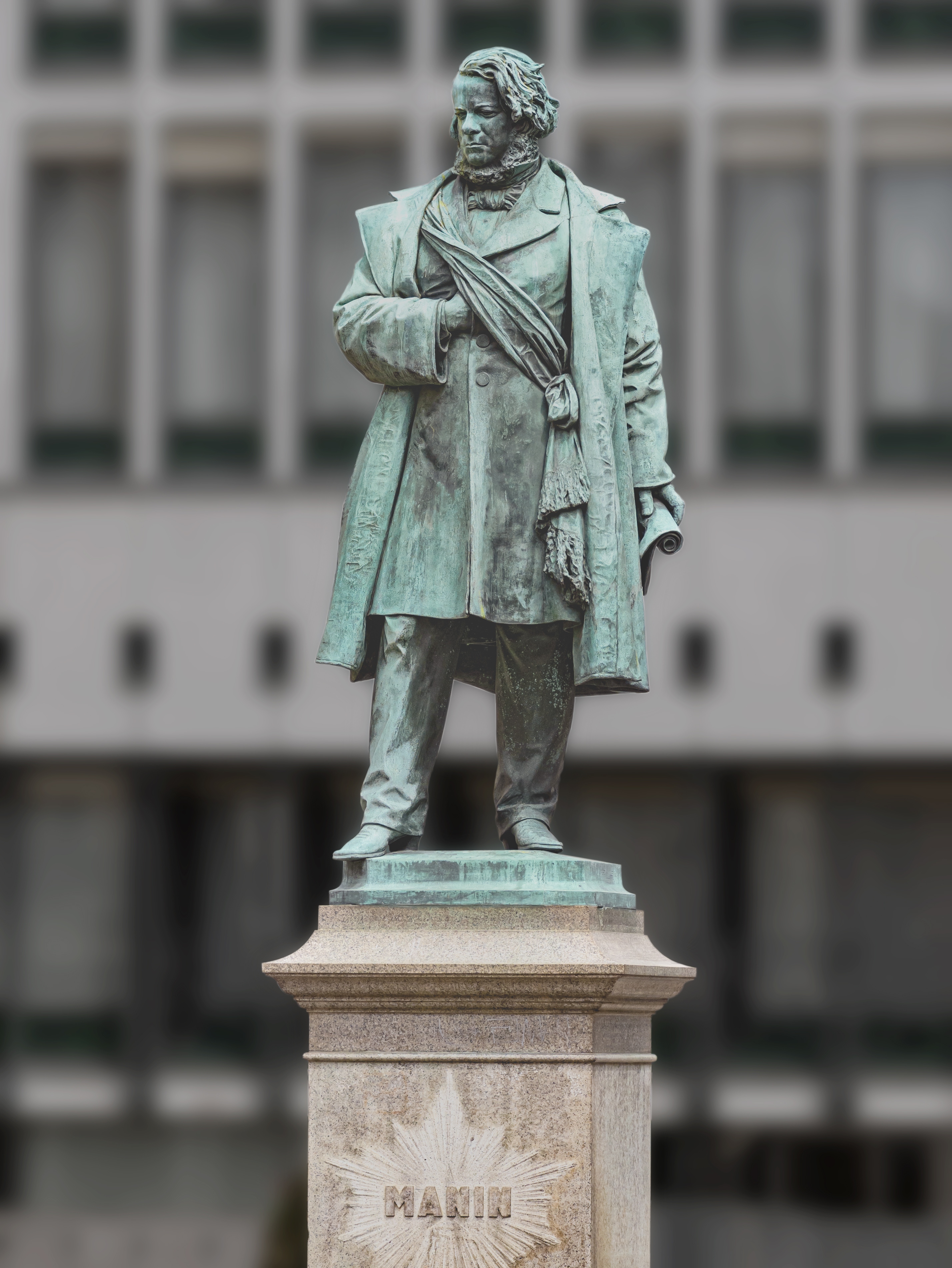
Particolare del monumento a Manin

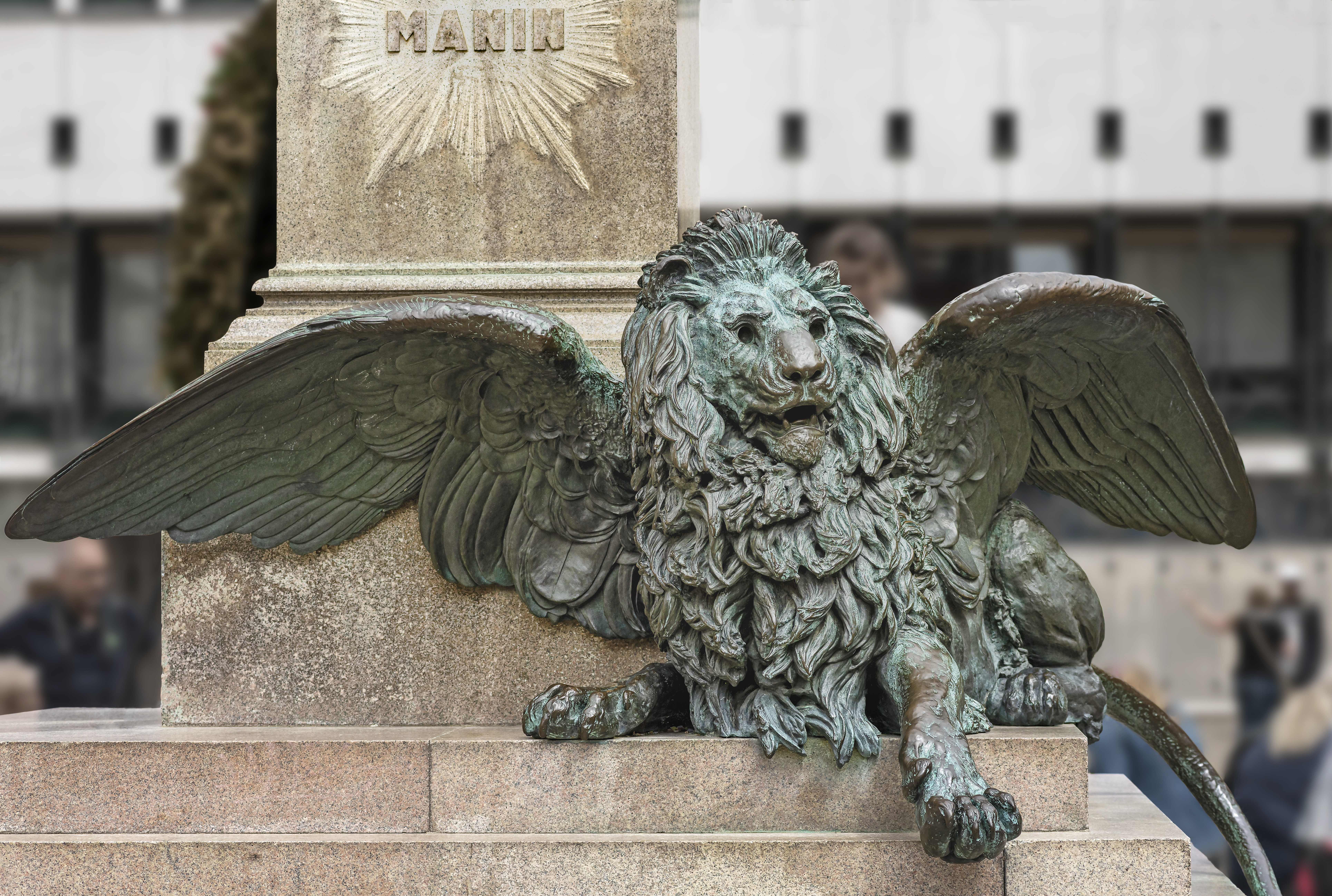
Leone in campo Manin, Venezia

Luigi Borro (Ceneda, 29 luglio 1826 – Venezia, 6 gennaio 1880) è stato uno scultore italiano.

## Biografia
Figlio di Francesco e di Francesca Casagrande, il padre lo avrebbe voluto come lui fabbro ma le sue precoci abilità artistiche furono scoperte dal pittore Giovanni De Min che lo raccomandò affinché studiasse a Venezia. Alla fine del 1842 fu iscritto all'Accademia di Belle Arti dove si distinse particolarmente.
La sua opera più nota è il monumento a Daniele Manin (1868) posta a Venezia in campo Manin, che tuttavia non gli valse il successo che probabilmente meritava. Il bozzetto in gesso di quest'opera è conservato al Museo del Cenedese di Vittorio Veneto (TV).
Altra opera importante è il monumento ai caduti per la Patria nel 1866 (conosciuto come la Teresona) nel centro di Treviso.